# Девід Хабат
Девід Хабат (словен. David Habat; нар. 16 жовтня 1991) — словенський борець вільного стилю, бронзовий призер чемпіонату Європи, срібний призер Середземноморських ігор.

## Життєпис
Боротьбою почав займатися з 1999 року.
Виступає за борцівський клуб «Cliff Keen» Енн-Арбор (штат Мічиган, США). Тренер — Енді Хроват.

## Спортивні результати на міжнародних змаганнях

### Виступи на Чемпіонатах світу
| Змагання                        | Збірна   | Вагова категорія          | Місце |
| ------------------------------- | -------- | ------------------------- | ----- |
| Чемпіонат світу з боротьби 2015 | Словенія | вільна боротьба, до 65 кг | 32    |
| Чемпіонат світу з боротьби 2017 | Словенія | вільна боротьба, до 65 кг | 27    |
| Чемпіонат світу з боротьби 2018 | Словенія | вільна боротьба, до 65 кг | 26    |
| Чемпіонат світу з боротьби 2019 | Словенія | вільна боротьба, до 65 кг | 23    |

### Виступи на Чемпіонатах Європи
| Змагання                         | Збірна   | Вагова категорія          | Місце  |
| -------------------------------- | -------- | ------------------------- | ------ |
| Чемпіонат Європи з боротьби 2016 | Словенія | вільна боротьба, до 65 кг | 13     |
| Чемпіонат Європи з боротьби 2017 | Словенія | вільна боротьба, до 65 кг | Бронза |
| Чемпіонат Європи з боротьби 2018 | Словенія | вільна боротьба, до 65 кг | 5      |
| Чемпіонат Європи з боротьби 2019 | Словенія | вільна боротьба, до 65 кг | 10     |
| Чемпіонат Європи з боротьби 2020 | Словенія | вільна боротьба, до 65 кг | 16     |

### Виступи на Середземноморських іграх
| Змагання                    | Збірна   | Вагова категорія          | Місце  |
| --------------------------- | -------- | ------------------------- | ------ |
| Середземноморські ігри 2018 | Словенія | вільна боротьба, до 65 кг | Срібло |

### Виступи на інших змаганнях
| Змагання                                                         | Збірна   | Вагова категорія          | Місце  |
| ---------------------------------------------------------------- | -------- | ------------------------- | ------ |
| Міжнародний меморіал Дейва Шульца 2016                           | Словенія | вільна боротьба, до 65 кг | 4      |
| Олімпійський кваліфікаційний турнір з боротьби 2016 (Зренянин)   | Словенія | вільна боротьба, до 65 кг | 12     |
| Олімпійський кваліфікаційний турнір з боротьби 2016 (Улан-Батор) | Словенія | вільна боротьба, до 65 кг | 5      |
| Олімпійський кваліфікаційний турнір з боротьби 2016 (Стамбул)    | Словенія | вільна боротьба, до 65 кг | Бронза |
| Київський Міжнародний турнір з боротьби 2018                     | Словенія | вільна боротьба, до 70 кг | 11     |
| Меморіал Вацлава Циолковського 2018                              | Словенія | вільна боротьба, до 65 кг | 11     |
| Міжнародний меморіал Дейва Шульца 2019                           | Словенія | вільна боротьба, до 70 кг | Бронза |
| Меморіал Вацлава Циолковського 2019                              | Словенія | вільна боротьба, до 70 кг | 5      |